# هیروکی آیجیما
هیروکی آیجیما (انگلیسی: Hiroki Iijima؛ زادهٔ ۱۶ اوت ۱۹۹۶) بازیگر اهل ژاپن است.
از فیلم‌ها یا برنامه‌های تلویزیونی که وی در آن نقش داشته‌است می‌توان به کامن ریدر زی-او اشاره کرد.